# Adelaarkerk
De Adelaarkerk was een kerkgebouw in de Nederlandse stad Leeuwarden in de provincie Friesland. In 2012 werd de laatste dienst gehouden en in 2024 volgde de sloop van het gebouw.

## Geschiedenis
Het kerkgebouw aan de Jokse in de wijk Bilgaard was het derde kerkgebouw voor de Gereformeerde Wijkgemeente Leeuwarden-West. De gereformeerden bouwden drie kerken met een vogelnaam in noordelijk Leeuwarden. De eerste twee waren de Pelikaankerk (1932) en de Fenix (1960). De naam Adelaarkerk was gekozen omdat de adelaar het geloof symboliseerde.
In 1965 was er al een plan voor de kerk. Uiteindelijk werd de kerk in 1971-72 gebouwd naar ontwerp van architect Gerrit Steen van Architectenbureau Steen en Tuinhof. Hij liet door Aquino van Dijck uit Wolvega drie gebrandschilderde ramen maken, een weergave van de Drie-eenheid. De kerk werd op 30 januari 1972 officieel geopend door ds. J. Vlaardingerbroek.
Het orgel uit 1976 werd gemaakt door de firma Van den Berg & Wendt. Het werd in 2014 door Bakker & Timmenga overgeplaatst naar de De Fontein (De Open Hof).
Op 20 mei 2012 werd de laatste dienst gehouden. In 2017 waren er gevorderde plannen om het pand De Jokse 17 te verbouwen tot zorgcomplex. Na jaren van leegstand werd het kerkgebouw in juni 2024 gesloopt.